# Frontera entre França i Luxemburg
La frontera entre França i Luxemburg es la frontera internacional entre França i el Gran Ducat de Luxemburg, estats membres de la Unió Europea i de l'Espai Schengen. Separa la regió francesa de Gran Est, concretament els departaments de Meurthe i Mosel·la i Mosel·la dels districtes luxemburguesos de Grevenmacher i Luxemburg.

## Descripció
Comença a l'oest al trifini Bèlgica-França-Luxemburg (49° 32′ 47″ N, 05° 49′ 07″ E / 49.54639°N,5.81861°E), a la cruIlla de la comuna belga d'Aubange (Província de Luxemburg), de la comuna francesa de Mont-Saint-Martin (departament de Meurthe i Mosel·la) i de la comuna luxemburguesa de Pétange (cantó d'Esch-sur-Alzette). Aquest punt està situat a Chiers.

Evolució històrica de Luxemburg 1659-1839

Després segueix una direcció general cap a l'est fins al trifini Alemanya-França-Luxemburg (49° 28′ 10″ N, 06° 22′ 02″ E / 49.46944°N,6.36722°E), a la cruïlla de la municipi alemany de Perl (land de Saarland), de la comuna francesa d'Apach (departament del Mosel·la) i de la comuna luxemburguesa de Schengen (cantó de Remich). Aquest punt està situat sobre el riu Mosel·la.

## Història
Quan fou creada la província dels Tres Bisbats en 1552, es va crear la primera frontera franco-luxemburguesa: la situada entre el nord del districte de Metz i el sud del Thionville. Les viles frontereres de Hussigny i de Rédange foren cedides per Luxemburg a la Lorena en 1602.

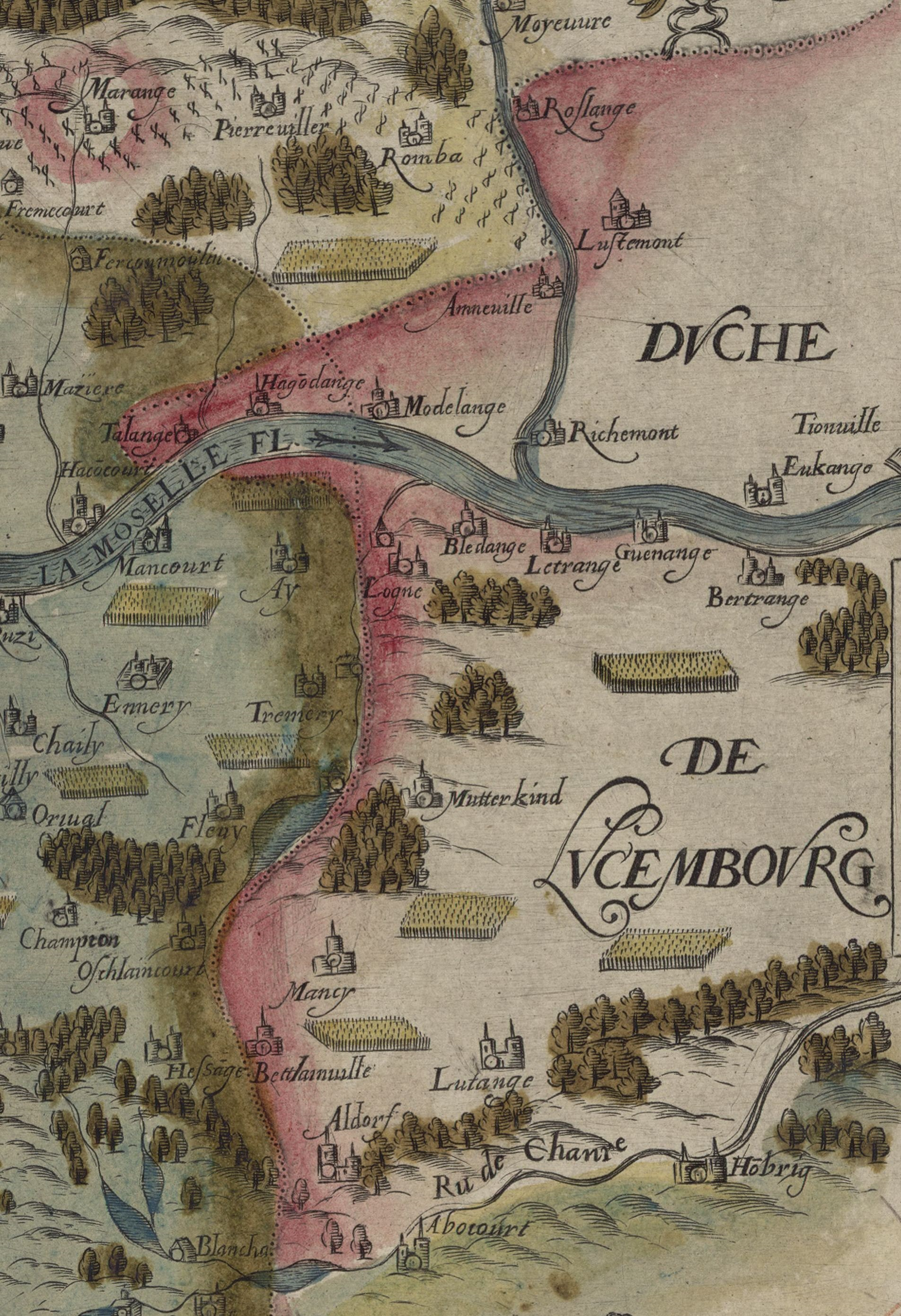
Frontera entre el Metzgau i Luxemburg en 1610. Inclou l'enclave luxemburguès de Marange.

Després del tractat dels Pirineus en 1659, tot i els canvis produïts a les dinasties dels seus sobirans, l'àmbit territorial de Luxemburg no va experimentar cap canvi fins a 1795, excepte els acordats per Maria Teresa I d'Àustria i el rei de França relatat en els dos tractats fronterers dels anys 1769 i 1779.

### Convenció del 16 de maig de 1769
El Conveni del 16 de maig de 1769 va posar fi a l'existència de diversos enclavaments en els dos països respectius, aquest conveni també va formar una nou límit:
| « | El corrent Frisange serveix de límit en aquesta part, des d'on surt el territori de Frisange, fins al moment en què entra al territori de Ganderen, i des d'aquest punt, tirant cap amunt del Mosel·la, el límit seguirà sent com és ara, de manera que Ganderen, Beyern i tot el que es troba actualment per sota d'aquest límit a la Reina Emperadriu Apostòlica, ara pertanyen a França. | » |

El rei Lluís XV de França va cedir a l'emperadriu austríaca, via l'article XVIII, els seus drets, pretensions i possessions sobre les viles i llocs situats a la dreta del corrent de Frissange. L'emperadriu va renunciar per via l'article XIX a totes les pretensions sobre les senyories que el regne de França pretenia posseir a títol de dependències de Thionville, en tant que es trobaven situades a la dreta del corrent de Frisange i de la frontera marcada per l'article XVIII.

### Convenció del 29 de desembre de 1779
El rei Lluís XVI de França va cedir a l'emperadriu austríaca sobre la frontera de Luxemburg la vila, terra i senyoria de Sompthonne, així com el cens de Haillon amb llurs pertinences, dependències i annexos (article XXIX). L'Emperadriu va cedir al rei, en la mateixa província, les viles de Gernelle i de Rumelle, amb llurs pertinences, dependències i annexos (article XXX).

### Seglexix
Les comunes d'Évrange i de Hagen foren unides per decret del 12 d'abril de 1811 a Frisange (a l'època al departament de Forêts) ; després reintegrat a Mosel·la en virtut del tractat de 1814.
Durant la Revolució, la vila de Manderen, enclavada a la Lorena, pertanyia als Països Baixos austríacs com a dependent de Luxemburg. Després de les conquestes de la França, aquesta vila fou classificada dins del departament de Forêts (districte de Luxemburg, cantó de Remich). Ocupada per Prússia en 1815, la vila fou cedida finalment a França per la Convenció del 23 d'octubre de 1829 entre França i Prússia.
De 1871 a 1918, després de l'annexió alemanya, la frontera franco-luxemburguesa es va reduir a una línia que anava de Mont-Saint-Martin fins a Hussigny-Godbrange.

### Segle XXI
La darrera modificació del traçat de la frontera data de 2007 amb l'intercanvi de terrenys d'una superfície total de 87.679 m² entre la comuna francesa de Russange i la luxemburguesa de Sanem, a l'oest d'Esch-sur-Alzette, en el marc d'un projecte de reconversió dels polígons siderúrgics en pols terciari i universitari.